# Celestina
Celestina ou Celestita é um mineral composto de sulfato de estrôncio (SrSO4). Ele é encontrado em terrenos calcáricos e areníticos, bem como associado ao enxofre em áreas vulcânicas. Este mineral costuma ser usado em fogos-de-artifício de cor vermelha ou avermelhada. Ele deve o seu nome devido à sua cor azul-celeste, contudo pode apresentar diversas cores como o vermelho, verde ou até mesmo amarelo.
Sua origem mais frequente ocorre através da formação de cristais, mas podem ser encontrados em formas mais compactas. A celestina é classificada como o mineral de estrôncio mais comum, sendo este encontrado em pequenas quantidades por ser de ocorrência rara, onde sua maior ocorrência fica em rochas sedimentares.